# Walther Tomuschat
Walther Tomuschat (* 30. April 1866 in Bialla, Kreis Johannisburg, Provinz Ostpreußen; † 22. Oktober 1914 in Bromberg, Westpreußen) war ein deutscher Gymnasiallehrer und Autor historischer Schulbücher.

## Leben
Er besuchte das Altstädtische Gymnasium (Königsberg). Nach dem Abitur studierte er ab dem Wintersemester 1883/84 Philologie und Geschichte an der Albertus-Universität Königsberg und wurde Mitglied im Corps Masovia. Er wurde Seminardirektor in Berlin und Regierungs- und Schulrat in Bromberg. Dort starb er im Alter von 48 Jahren. Er hinterließ seine Frau Marta geb. Schundau, die er am 7. Oktober 1896 geheiratet hatte.
Er verfasste Schulbücher, die bis in die 1920er Jahre in mehreren Auflagen erschienen. Hinzu kam eine zweibändige Darstellung der Beziehung zwischen dem Königreich Preußen und Napoleon Bonaparte.

## Schriften
- mit Karl Kauffmann und Johannes Berndt: Geschichtsbetrachtungen – Hilfsbuch für den Geschichtsunterricht insbesondere in Lehrerseminaren und für die Fortbildung des Lehrers.

1. Band: Aus dem Altertum, dem Mittelalter und der Reformationszeit bis zum Dreißigjährigen Kriege. Leipzig 1903. 4. Auflage 1920
2. Band: Vom Westfälischen Frieden bis auf unsere Zeit. Leipzig 1906. GoogleBooks. 4. Auflage 1921
- Deutsches Lesebuch für Lehrerbildungsanstalten. 3 Bände, Hirt, Breslau 1903–1905. 2. Auflage Hirt, Breslau 1908.
- Preußen und Napoleon. Ein Jahrzehnt preußischer Geschichte, 2 Bände. Leipzig 1911. GoogleBooks